# Kuifje-albums
De Kuifje-albums zijn een reeks plaatjesalbums uitgegeven door het De Lombard-Uitgaven in Brussel, de uitgever van de stripverhalen  over Kuifje.
De albums moesten worden aangekocht en de plaatjes konden worden geruild voor Kuifjespunten of Kuifjesbons, die moesten worden uitgeknipt uit de verpakkingen van aangesloten merken. 
Van de meeste albums bestaat een Nederlandstalige en een Franstalige versie. In de lijst hieronder zijn alleen de Nederlandse vermeld. De geografische albums zijn gemakkelijk antiquarisch te verwerven, maar de historische zijn verzamelobjecten.

## Albums van Kuifje
- Aardrijkskunde van Amerika deel 1
- Aardrijkskunde van Amerika deel 2
- Aardrijkskunde van Europa deel 1
- Aardrijkskunde van Europa deel 2
- Aardrijkskunde van Europa deel 3
- Aardrijkskunde van Europa deel 4
- Aardrijkskunde van België deel 1
- Geschiedenis van de wereld deel 1 (geïllustreerd door Fred & Liliane Funcken)
- Geschiedenis van de wereld deel 2 (geïllustreerd door Funcken)
- Geschiedenis van de wereld deel 3 (geïllustreerd door Funcken)